# A Máquina (programa de televisão)
A Máquina era um talk show brasileiro apresentado pelo poeta, escritor e jornalista Fabrício Carpinejar e exibido pela TV Gazeta. Diferente dos outros programas do gênero, o rumo da entrevistas é ditado por uma máquina.
Foi exibida entre 6 de março de 2012 a 11 de outubro de 2016.

## O programa
O programa que foi criado pelo Núcleo de Criação da Fundação Cásper Líbero, traz a cada semana um convidado diferente para ser “capturado” por uma máquina, o cenário e personagem central do programa, que conduz as entrevistas, juntamente com o seu “prisioneiro”, Fabrício Carpinejar, com perguntas inusitadas, que brincam com o pensamento, beirando ao lúdico, e que em alguns momentos tiram os entrevistados de sua zona de conforto. Entre os entrevistados mais polêmicos, já estiveram nomes como o do cartunista Laerte Coutinho, Lobão, Tom Zé, Marcelo Tas, entre outros grandes nomes. Além do conteúdo exibido na televisão, há também, trechos inéditos postados na internet.

## O apresentador
Fabrício Carpi Nejar, assim como foi registrado, nasceu em Caxias do Sul e cursou jornalismo na Universidade Federal do Rio Grande do Sul. O gaúcho hoje tem 42 anos, é autor de mais de vinte livros, que lhe renderam mais de dez prêmios, apresentador da Tv Gazeta e TVCOM, além de colunista das revistas Isto É Gente, Pais & Filhos, jornal Zero Hora e comentarista da Rádio Gaúcha.

## Quadros
Inimigo secreto: Quadro em que o convidado “capturado” da semana, puxa uma alavanca, e a máquina  lança um dado com um nome em cada lado, nomes de possíveis inimigos do entrevistado, que deve fazer um comentário sobre o nome tirado.
O que só eu vejo: Em algum momento do programa toca uma sirene vermelha localizada no centro do cenário, e a máquina mostra um vídeo, música ou foto que para as pessoas em geral é comum, mas é muito importante para o “capturado”, que deve comentar o porque.